# Adrian Newman
Adrian Newman (ur. 21 grudnia 1958) – brytyjski ekonomista, prawnik i duchowny Kościoła Anglii, od 2011 do 2018 biskup pomocniczy diecezji londyńskiej z tytułem biskupa Stepney.

## Życiorys
Jest absolwentem studiów ekonomicznych na Bristol University, posiada także doktorat z prawa cywilnego. W młodości pracował jako ekonomista. Do kapłaństwa przygotowywał się w czasie studiów w kościelnym Kolegium Trójcy Świętej w Bristolu. Święcenia kapłańskie uzyskał w 1985 roku. Następnie przeszedł ścieżkę kościelnych stanowisk od wikariusza do dziekana. Na tym ostatnim stanowisku, które pełnił przy katedrze w Rochester, był określany jako „najbardziej niedziekański dziekan w Kościele Anglii”, co miało związek z jego bezpośrednim sposobem bycia. 
22 marca 2011 został mianowany biskupem Stepney. Tytuł ten noszą biskupi pomocniczy diecezji londyńskiej opiekujący się jej wschodnią częścią. 22 lipca 2011 przyjął sakrę, głównym konsekratorem był biskup diecezjalny londyński Richard Chartres. W strukturze diecezji bp Newman jest bezpośrednim zwierzchnikiem parafii anglikańskich w trzech gminach Wielkiego Londynu: Tower Hamlets, Hackney i Islington. Nadzoruje także działania całej kurii diecezjalnej w takich dziedzinach jak bezpieczeństwo publiczne (współpraca z policją itd.) i pomoc najuboższym. Był również reprezentantem diecezji przy komitecie organizacyjnym Letnich Igrzysk Olimpijskich 2012, co wiązało się z faktem, iż większość obiektów olimpijskich zlokalizowana była w podległych mu parafiach.

## Życie prywatne
Biskup Newman jest żonaty i ma trzech synów.